# Kizimen
Kizimen (ros. Кизимен) – aktywny stratowulkan w Rosji, w środkowej części Kamczatki. Najwyższy szczyt Gór Wschodnich położony na południowym krańcu pasma Tumrok, 115 km od miejscowości Miłkowo, 265 km od Pietropawłowska Kamczackiego.
Stratowulkan ma prawidłowo stożkowaty kształt i mierzy 2485 (2334) metrów wysokości, jest morfologicznie podobny do wulkanu Mount St. Helens sprzed jego erupcji w 1980 roku. Główny krater jest słabo zauważalny w krajobrazie. Na stokach obserwuje się obecność małych pół śnieżnych i lodowce. Powstał w wyniku czterech cykli wulkanicznych, który pierwszy datuje się na około 12 tys. lat temu.
Ostatnie zanotowane erupcje wulkanu miały miejsce w latach 2010–2013, poprzednie notowane erupcje zaobserwowano na przełomie 1927/1928 roku. Stratowulkan wykazuje aktywność fumaroli oraz solfatar.